# 雞場街
鸡场街，全名为：马六甲鸡场街文化坊（英語：Jonker Walk），是一条位于马来西亚马六甲州马六甲市，结集古迹、文化、休闲三体合一的古老街道。这条作为甲市世界文化遗产核心的历史老街自2000年成立，如今已发展为著名的文化旅游景点。
鸡场街原义取自于闽南语“街场街”，因由早在600多年前中国明代著名外交使节郑和七次远洋航海，并且六次驻节马六甲时，在当地设立“官厂”，也让以鸡场街为主干的二十多条周边街巷成为当时华人迁居南洋最早的集中聚居地区。鸡场街除了依然处处可见许多结合中式南洋建筑风格的古楼林立，包括百年华人同乡会馆以及寺庙，也在每逢周五至周日，一连三天傍晚起至凌晨经营夜市，摆摊展售各种地道美食、精美艺品、闻名土产等。

## 历史
马六甲鸡场街文化坊是一条位于马来西亚马六甲州马六甲市，结集古迹、文化、休闲三体合一的古老街道。
鸡场街原义取自于闽南语“街场街”，意在形容其为繁忙的街道，而闽南语的“街场”与“鸡场”同音，因此渐渐将它演变称为鸡场街。另外，由于马六甲州曾被荷兰殖民统治，致使鸡场街也被名为Jonker Walk，主要意指荷兰贵族街。
鸡场街如今打造成为著名繁华的文化旅游景点，因由早在600多年前中国明代著名外交使节郑和七次远洋航海，并且六次驻节马六甲时，在此就地设立“官厂”，也让以鸡场街为主干的二十多条周边街巷成为当时华人迁居南洋最早的集中聚居地区。然而，鸡场街在上世纪90年代开始走向没落，许多当地居民迁移新区，造成老街城区人去楼空，失去原有的繁华景象。当时，马六甲州政府意识到危机，并在2000年提出成立鸡场街文化坊之倡议，同时委任以马六甲州资深行政议员拿督威拉颜文龙太平局绅博士为首的工委会，领导开展鸡场街的发展建设工作。
经过十八年的规划经营之下，鸡场街以及周边街巷的百年老房古建成功得以保留，并获注入新元素，包括辟设每逢周五至周日，一连三天傍晚起至凌晨的夜市，进而摆摊展售各种地道美食、精美艺品、闻名土产等，造就无数商机，间接恢复过去的繁荣现象。此外，鸡场街如今除了依然处处可见许多结合中式南洋建筑风格的古楼林立，包括百年华人同乡会馆甚至寺庙之外，也在周末封街之夜以及华人佳节时期富含各种精彩活动，例如：除夕迎春倒数、春节布置盛会、龙狮大闹元宵等，形成一股蕴含浓郁的中华文化气息。
自2008年7月7日，鸡场街老街城区成功获得联合国教科文组织名列世界文化遗产，每年吸引超过2000万名游客到访观光。2017年3月19日，南京市人民政府赠送一对汉白玉狮予马六甲市，并将这对汉白玉狮安置在鸡场街世遗公园入口处，作为两市自2008年缔结成为友好城市的友谊象征。同年5月26日，鸡场街也同江苏周庄古镇正式结为友好合作景区，并在鸡场街举办华夏周庄文化周，继而推动两地文化旅游交流。2018年5月19日，鸡场街随后再与四川宽窄巷子正式签署缔结成为友好合作街区。

## 活动
每逢周五、周六和星期日，一连三天傍晚起至凌晨，该街道会封锁交通，以让路给观光夜市进行摆摊展售各种地道美食、精美艺品、闻名土产等。